# 貴德州
貴德州，中国辽朝到金朝的州。
辽圣宗时设置贵德州。治所在贵德县（今辽宁省抚顺市北）。包括今辽宁省抚顺市等地。金朝时，贵德州南部扩展到今抚顺市东南。蒙古帝国征服金国，废除貴德州。